# Rosehill
Rosehill (in italiano Collina delle rose) è un suburbio di Sutton, borgo sud-occidentale di Londra. Dà il nome alla rotatoria che raccorda le strade A217, A297 e B278.
La zona è fiancheggiata - ad est e ad ovest - da due grandi spazi verdi ed è prevalentemente a carattere residenziale, con due grandi gruppi di strutture condominiali a nord e sud della rotatoria. Il gruppo settentrionale risale agli anni trenta del Novecento ed è in stile art déco; quello meridionale, edificato da Bellway Homes nel 2003, offre appartamenti di lusso. 

## Trasporti
Rosehill è ben servita dal trasporto pubblico, venendo percorsa dagli autobus delle linee 151, 154, 164, 280 e N44. Non sono presenti accessi a mezzi su rotaia, tuttavia la stazione di St Helier, servita dalla First Capital Connect, è raggiungibile a piedi e le stazioni di Morden, della Tube, e di Sutton sono raggiungibili tramite autobus.